# نادجا (فیلم)
نادجا (به انگلیسی: Nadja) فیلمی محصول سال ۱۹۹۴ و به کارگردانی مایکل آلمریدا است. در این فیلم بازیگرانی همچون سوزی آمیس، گالاکسی کریز، مارتین داناوان، پیتر فوندا، کارل گری، جرد هریس، الینا لوونسن، دیوید لینچ و ژوزه زونیگا ایفای نقش کرده‌اند.